# Coni Zugna (metropolitana di Milano)
Coni Zugna è una stazione della linea M4 della metropolitana di Milano.

## Storia
Il 1º febbraio 2015 sono state consegnate le aree per un successivo inizio dei lavori al consorzio di imprese che ha realizzato l'opera.
Il 27 agosto 2015 sono iniziati i lavori di costruzione veri e propri, con la modifica della viabilità di superficie.
Il 12 ottobre 2024 la stazione è entrata in funzione, insieme alle altre stazioni della linea M4 da San Babila a San Cristoforo.

## Interscambi
Nelle vicinanze della stazione effettuano fermata alcune linee urbane, tranviarie ed automobilistiche, gestite da ATM.
- Fermata tram (viale Coni Zugna/via Foppa, linea 10)
- Fermata autobus

## Servizi
La stazione dispone di:
- Accessibilità per portatori di handicap
- Ascensori
- Scale mobili
- Emettitrice automatica biglietti
- Stazione videosorvegliata
- Servizi igienici